# Classe ATCvet QI
La classe ATCvet QI, dénommée « produits immunologiques », est un groupe de la classification anatomique, thérapeutique et chimique vétérinaire, un système de code alphanumérique développé par l'OMS pour la classification des médicaments et autres produits médicaux à usage vétérinaire. Ce groupe correspond en pharmacologie humaine à deux sous-groupes de la classe ATC J (anti-infectieux à usage systémique) : J06 (sérums et immunoglobulines) et J07 (vaccins).
Les produits immunologiques sont répartis dans les sous-groupes suivants :
- QI01 : produits pour oiseaux
- QI02 : produits pour bovidés
- QI03 : produits pour caprins
- QI04 : produits pour ovins
- QI05 : produits pour équidés
- QI06 : produits pour félidés
- QI07 : produits pour canidés
- QI08 : produits pour léporidés
- QI09 : produits pour suidés
- QI10 : produits pour poissons
- QI11 : produits pour rongeurs
- QI20 : produits pour d'autres espèces

La méthode de subdivision employée pour ce groupe diffère de celle utilisée pour les autres groupes de la classification.